# 仲町 (さいたま市岩槻区)
仲町（なかちょう）は、埼玉県さいたま市岩槻区の町名。現行行政地名は仲町一丁目および仲町二丁目。郵便番号は339-0054。

## 地理
岩槻区中央部の大宮台地（岩槻支台）上に位置する。北で本町・太田に、東で城町・府内に、南で城南に、西で東町に接する。岩槻駅からはやや南東に離れる。全域に戸建住宅が建ち並ぶ。

## 歴史
- 1966年（昭和41年）10月1日 - 住居表示の実施により岩槻市大字岩槻、大字太田の各一部から仲町一丁目・二丁目が成立（大字岩槻の一部から一丁目の一部および二丁目の全域が、大字太田の一部から一丁目の一部が成立）[4][5]。
- 2005年（平成17年）4月1日 - さいたま市と合併し、岩槻区の町名となる。

## 世帯数と人口
2017年（平成29年）10月1日時点の世帯数と人口は以下の通りである。
| 丁目       | 世帯数    | 人口    |
| ---------- | --------- | ------- |
| 仲町一丁目 | 636世帯   | 1,373人 |
| 仲町二丁目 | 564世帯   | 1,309人 |
| 計         | 1,200世帯 | 2,682人 |

## 小・中学校の学区
市立小・中学校に通う場合、学区（校区）は以下の通りとなる。
| 丁目       | 番地 | 小学校                 | 中学校                 |
| ---------- | ---- | ---------------------- | ---------------------- |
| 仲町一丁目 | 全域 | さいたま市立太田小学校 | さいたま市立岩槻中学校 |
| 仲町二丁目 | 全域 | さいたま市立太田小学校 | さいたま市立岩槻中学校 |

## 交通

### 鉄道
町内には鉄道は敷設されていない。最寄駅は、東武野田線（東武アーバンパークライン）岩槻駅である。かつては武州鉄道が敷設されており、岩槻駅が岩槻中付近にあった。

### 道路
- 国道16号岩槻春日部バイパス
- 埼玉県道80号野田岩槻線
- 埼玉県道399号岩槻停車場線

## 施設
- さいたま市立岩槻中学校
- さいたま市立太田小学校
- 恵泉幼稚園
- 岩槻仲町郵便局
- 千手院
- 明慧寺
- 住吉神社
- 秋葉神社
- 浅間神社
- 秋葉神社こども広場